# 少女は自転車にのって
『少女は自転車にのって』（英語: Wadjda、アラビア語: وجدة）は、2012年製作の映画。ハイファ・アル＝マンスール監督によるサウジアラビアの長編映画。
ヴェネツィア国際映画祭で2012年8月31日に初公開された。日本では2013年12月14日から岩波ホールを皮切りに全国で順次公開された。
2012年ヴェネツィア国際映画祭で国際アートシアター連盟賞を、ドバイ国際映画祭では最優秀作品賞と最優秀女優賞を受賞。2013年にはロッテルダム国際映画祭でディオラフテ賞を受賞した。

## キャスト
- ワジダ - ワアド・ムハンマド
- ワジダの母 - リーム・アブドゥラ
- ワジダの父 - スルタン・アル＝アッサーフ
- アブダラ - アブドゥルラフマン・アル＝ゴハニ
- 校長先生 - アフド

## ストーリー
10歳のおてんば少女ワジダは男友達のアブダラと自転車競争をしたいのだが、厳格なイスラームの戒律と習慣を重んじる周囲の大人たちはワジダが自転車に乗ることにもアブダラと遊ぶことにも否定的だった。
ある日、雑貨店できれいな自転車を見つけたワジダは一目でその自転車を気に入ってしまう。なんとしてもその自転車を手に入れようとワジダはミサンガを売ったり秘密のアルバイトをしたりするが自転車代の800リヤルには届きそうもない。そんな時、学校でクルアーンの暗唱コンテストが行われることになり、優勝賞金が1000リヤルであることを知ったワジダはコンテストに参加することにする。
外で遊ぶことが好きだったワジダはクルアーンが大の苦手だったが、優勝を目指して猛特訓する……。